# سنگ‌نگاره‌های‌سردشت ناهوک۱تا۳
سنگ‌نگاره‌های‌سردشت ناهوک۱تا۳ مربوط به دوران‌های تاریخی پس از اسلام است و در شهرستان سراوان، بخش جالق، روستای سردشت واقع شده و این اثر در تاریخ ۹ اردیبهشت ۱۳۸۲ با شمارهٔ ثبت ۸۵۰۵ به‌عنوان یکی از آثار ملی ایران به ثبت رسیده است.